# Beach volley ai XVIII Giochi del Mediterraneo
I tornei di beach volley ai XVIII Giochi del Mediterraneo si sono svolti dal 28 al 30 giugno 2018 alla Playa Arrabassada di Tarragona. Il programma prevedeva due competizioni a squadre, una maschile e una femminile.

## Calendario
Il calendario delle gare è stato il seguente:
| ● | Competizioni | ● | Finali |

| Giugno/Luglio |    |    |    |    |    |    |    |    |    |
| 22            | 23 | 24 | 25 | 26 | 27 | 28 | 29 | 30 | 1º |
|               |    |    |    |    |    | ●  | ●  | 2  |    |

## Podi

### Uomini
| Evento                           | Oro                                    | Argento                            | Bronzo                                 |
| Beach volley maschile (dettagli) | Turchia Murat Giginoğlu Volkan Göğtepe | Italia Enrico Rossi Marco Caminati | Turchia Hasan Hüseyin Mermer Safa Urlu |

### Donne
| Evento                            | Oro                            | Argento                                   | Bronzo                                  |
| Beach volley femminile (dettagli) | Spagna María Carro Paula Soria | Francia Aline Chamereau Alexandra Jupiter | Spagna Amaranta Fernández Ángela Lobato |

## Medagliere
| Posizione | Paese   | Oro | Argento | Bronzo | Totale |
| --------- | ------- | --- | ------- | ------ | ------ |
| 1         | Spagna  | 1   | 0       | 1      | 2      |
| 1         | Turchia | 1   | 0       | 1      | 2      |
| 3         | Francia | 0   | 1       | 0      | 1      |
| 3         | Italia  | 0   | 1       | 0      | 1      |
| Totale    | Totale  | 2   | 2       | 2      | 6      |